# أكي غوستافسون
أكي غوستافسون (بالسويدية: Åke Gustafsson)‏ هو عالم وراثة وعالم نبات وشاعر سويدي، ولد في 8 أبريل 1908 في ستوكهولم في السويد، وتوفي في 14 نوفمبر 1988.
1. ↑  Project Runeberg (بالإنجليزية), QID:Q933290
2. ↑   http://www.nasonline.org/member-directory/deceased-members/46641.html. {{استشهاد ويب}}: |url= بحاجة لعنوان (مساعدة) والوسيط |title= غير موجود أو فارغ (من ويكي بيانات) (مساعدة)